# Котора червоногрудий
Котора червоногрудий (Pyrrhura perlata) — вид папугоподібних птахів родини папугових (Psittacidae). Мешкає в Бразилії і Болівії. Раніше вважався конспецифічним з синьощоким которою.

## Опис

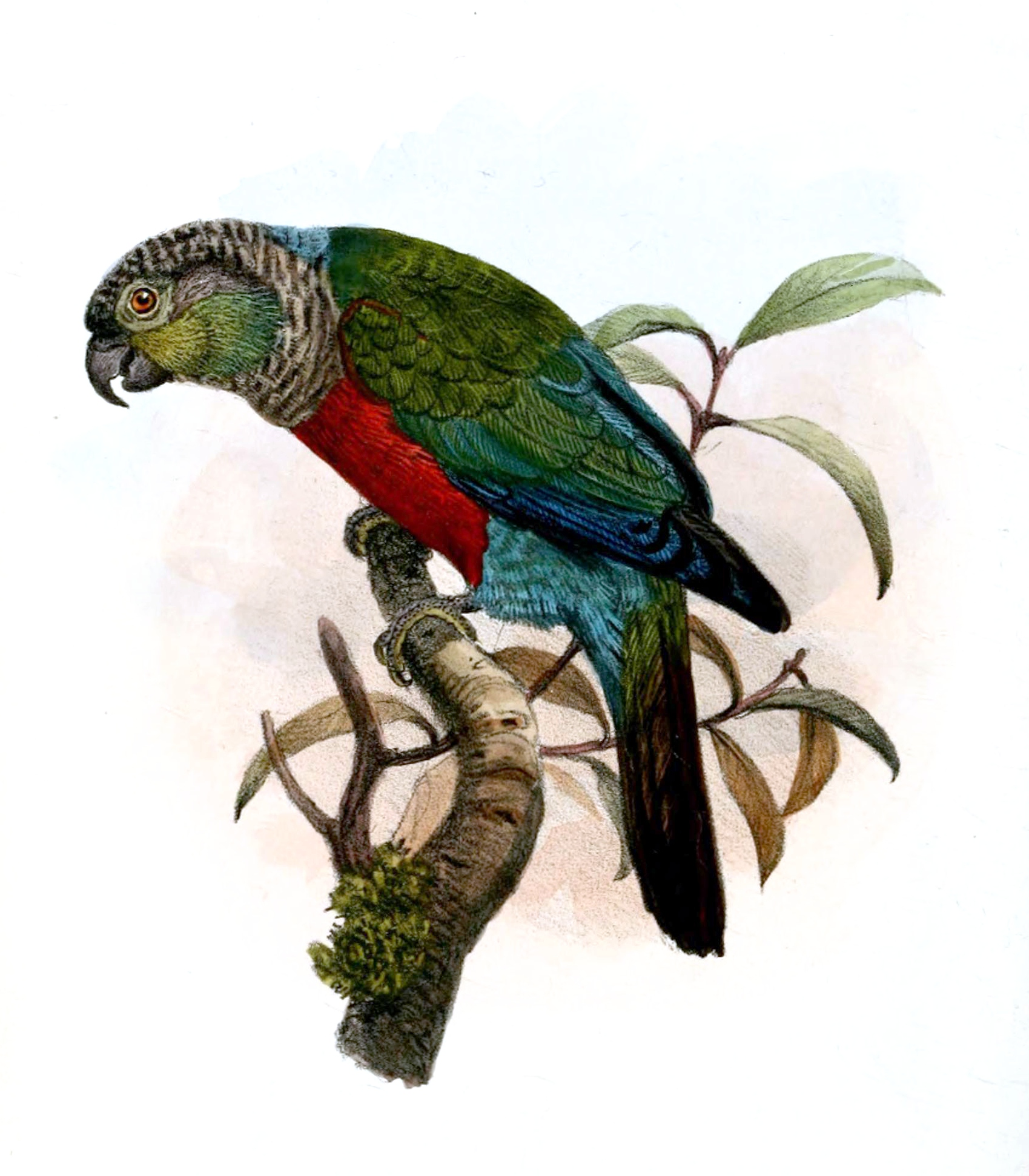
Червоногрудий котора

Довджина птаха становить 24 см, вага 85-94 г. Довжина крила становить 12,7–13,9 см, довжина хвоста 10–11,7 см, довжина цівки 11,6–17 мм, довжина дзьоба 16,1–18,8 мм. Забарвлення переважно зелене. Голова тьмяно-коричнева, скроні поцятковані попелястими плямами, щоки зверху зелені, знизу сині, навколо очей плями голої білої шкіри. Верхня частина грудей і шия з боків сірі, пера на них мають попелясті края. Нижня частина грудей і живіт яскраво-червоні. Боки, стегна і гузка сині, спина зелена. Крила переважно зелені, на плечах червоні плями, махові пера сині. Стернові пера рудувато-коричневі, знизу сірі, кінчики у них сині. Очі темно-карі, дзьоб і лапи сірі. Виду не притаманний статевий диморфізм. Молоді птахи мають менш яскраве забарвлення, живіт у них зелений. Вони набувають дорослого забарвлення приблизно через 8 місяців після вилуплення.

## Поширення і екологія
Червоногруді котори мешкають в Центральній Бразилії (від річки Мадейра на сході штату Амазонас до річки Тапажос на заході штату Пара та на південь до Мату-Гросу, зокрема в басейні річки Жипарана в штаті Рондонія), а також на північному сході Болівії. Вони живуть в густих заростях на узліссях вологих тропічних лісів та у вторинних заростях. Зустрічаються зграями, живляться переважно плодами Trema micrantha і різноманітних пальм, а також сережками Cecropia та квітами Bertholletia excelsa і Dioclea glabra. На півдні ареалу сезон розмноження триває з липня по листопад. В кладці від 3 до 6 яєць, інкубаційний період триває 26 днів. Пташенята покидають гніздо через 7-8 тижнів після вилуплення.

## Збереження
МСОП класифікує цей вид як вразливий. Червоногрудим которам загрожує знищення природного середовища.